# Aspidophyma onorei
Aspidophyma onorei är en insektsart som beskrevs av Christiane Amédégnato och Poulain 1998. Aspidophyma onorei ingår i släktet Aspidophyma och familjen gräshoppor. Inga underarter finns listade i Catalogue of Life.